# 惠特蘭鎮區 (明尼蘇達州賴斯縣)
惠特蘭鎮區（英語：Wheatland Township）是位於美國明尼蘇達州賴斯縣的一個行政鎮區。

## 地方資料
惠特蘭鎮區的面積為86.30平方千米，當中陸地面積為84.00平方千米，而水域面積為2.30平方千米。根據2020年美國人口普查的數據，當地共有人口1261人，而人口密度為每平方千米14.61人。